# Heterocladium capillaceum
Heterocladium capillaceum là một loài Rêu trong họ Thuidiaceae. Loài này được Broth. ex Iisiba mô tả khoa học đầu tiên năm 1929.